# 尤斯圖斯·弗朗茨

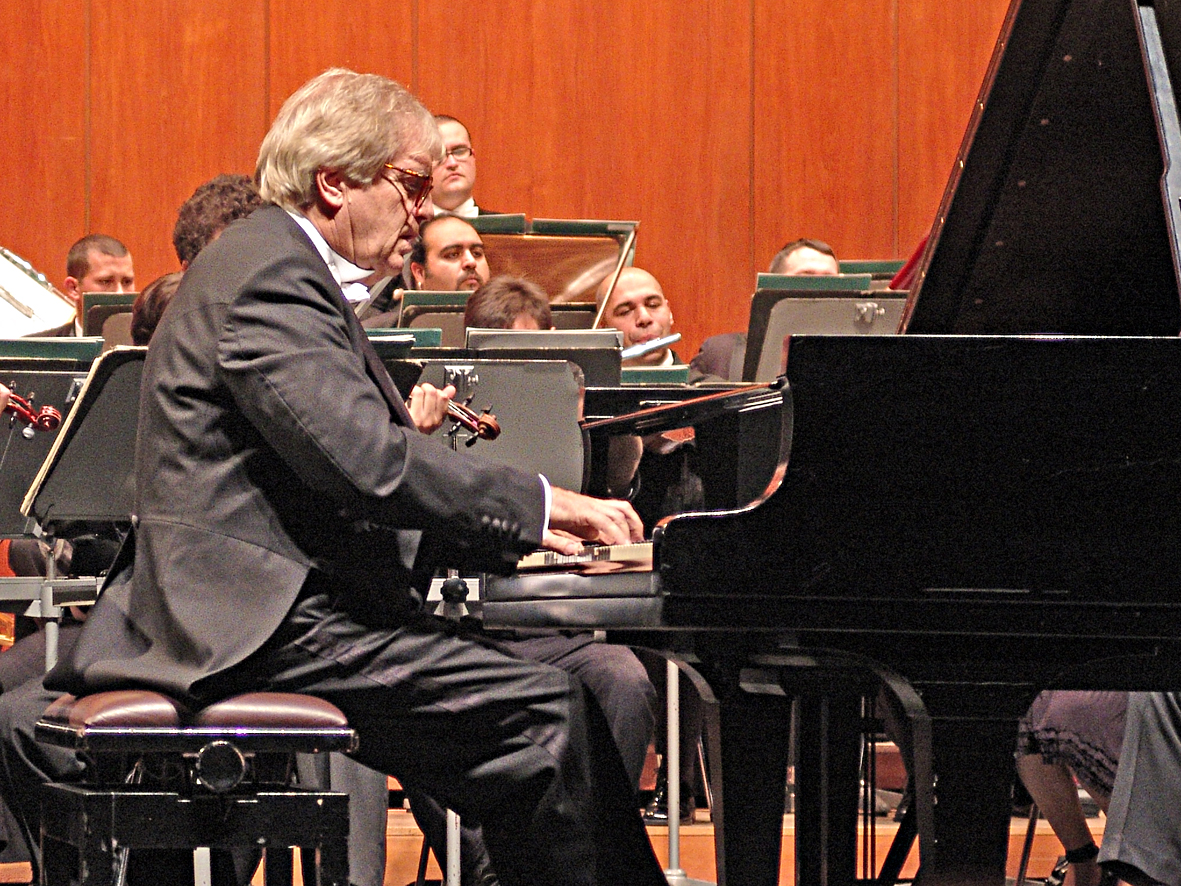
2006年的尤斯圖斯·弗朗茨

尤斯圖斯·弗朗茨（Justus Frantz，1944年5月18日—），波蘭伊諾弗羅茨瓦夫人，德國鋼琴家、指揮家。

## 生平
尤斯圖斯·弗朗茨十歲開始彈鋼琴，由老師伊莉莎·韓森發掘並鼓勵其過人的音樂才能。1967年，贏得ARD慕尼黑音樂大賽鋼琴大提琴二重奏第二名，標誌其國際職業生涯的開始。1967年，23歲時，他被德國國家學術基金會錄取獎學金，並在漢堡音樂與戲劇學院威廉·肯普夫大師班的學習階段給予尤斯圖斯·弗朗茨職業生涯特別大的影響。
1970年，在卡拉揚指揮下，作為鋼琴演奏家與柏林愛樂合作的演出，是國際頂尖音樂領域的成功突破。1975年，尤斯圖斯·弗朗茨畢業，並與紐約愛樂合作、雷納德·伯恩斯坦指揮於美國首演。他還與其他知名指揮家合作演出，包括卡爾羅·馬里亞·朱里尼、魯道夫·肯普、伯納德·海廷克。
1986年，成為漢堡音樂學院的教授，以及擔任聯合國難民署親善大使，獲頒大十字勳章。同年，為了盡可能拓展最多的聽眾，創辦了北德音樂節，之後迅速發展成世界級的音樂慶典，他擔任音樂節董事直到1994年。他也是1989年德蘇青年愛樂樂團（German-Soviet young Philharmonic）原始創辦人。1995年，創辦了由多國年輕音樂家組成的國際聯盟愛樂（Philharmonia of the Nations）。
1990年代後期，他被指控有不法侵占國際聯盟愛樂樂團資金的嫌疑。
2003年9月起，以大師頭銜（Maestro）擔任以色列貝爾謝巴小交響樂團（The Israel Sinfonietta Beer Sheva）音樂總監。
2009年9月中旬，國際聯盟愛樂樂團宣布由弗朗茨出任協會董事長、樂團學院董事會及贊助人。10月，與中國鋼琴家牛牛合作。2012年1月，弗朗茨與奧托·伯恩哈特（Otto Bernhardt）、諾曼·巴哈（Norman Bach）被任命為國際聯盟愛樂新的商務運作常務董事。
也在電視節目領域知名，包含多次獲獎的德國電視二台的《尊重，古典音樂！》（Achtung, Klassik!）。他利用音樂會、工作坊與CD專輯帶領孩童貼近古典樂，特別製作了《給孩子的古典樂》（Klassik für Kids）CD系列。

## 家庭
弗朗茨與前妻亞歷山德拉·范雷林根（Alexandra von Rehlingen）於1990年離婚，後與森雅·杜布斯卡亞（Xenia Dubrowskaja）再婚。
育有二位兒子：克里斯托福·坦頓（Christopher Tainton，1975年－），弗朗茨與鋼琴家卡羅爾·坦頓（Carol Tainton）所生；以及尤斯圖斯·康斯坦丁·弗朗茨（Justus Konstantin Frantz，2005年－），弗朗茨與現任妻子森雅·杜布斯卡亞所生。尤斯圖斯的其中一位姪子卡斯帕爾·弗朗茨（Caspar Frantz）也是鋼琴家。

## 作品
弗朗茨大多演奏古典主義與浪漫主義時期的樂曲，尤其是莫札特的作品。多次與克里斯多福·艾森巴哈（Christoph Eschenbach）合奏鋼琴二重奏或四手聯彈。
- 《Mozart: The Music for Piano Duet》，1999年12月，克里斯多福·艾森巴哈合奏。
- 《Mozart: The Concertos for Two & Three Pianos》，2003年3月，克里斯多福·艾森巴哈、赫爾穆特·施密特、倫敦愛樂合奏。
- 《Schubert: Music for Piano Duet Vol. 1, Six Grandes Marches et Trios, D819 etc》，2005年11月，克里斯多福·艾森巴哈合奏。
- 《Schubert: Music for Piano Duet Vol. 2, Four Landler, D814》，2005年11月，克里斯多福·艾森巴哈合奏。
- 《Justus Frantz presents first night of the proms》，2005年。

## 外部連結
- 官方网站（德文）
- Bruce Duffie: Interview with Justus Frantz, February 20, 1991 （页面存档备份，存于）（英文）弗朗茨訪談